# La Romance de Bonny
La Romance de Bonny est un épisode de la série télévisée d'animation Les Simpson. Il s'agit du huitième épisode de la trente-cinquième saison et du 758e de la série.

## Réception
Lors de sa première diffusion, l'épisode a attiré 3,16 millions de téléspectateurs.